# Siverić
Siverić je naselje smješteno u sjeverozapadnom dijelu Petrova polja, 2 km sjeveroistočno od grada Drniša i u podnožju planine Promine u Jadranskoj Hrvatskoj (Šibensko-kninska županija). Njegova pisana povijest počinje pojavom imena ovog naselja u ispravi iz 1371. godine u kojoj se spominje pod imenom Siverichi in pole (Siverić u polju).

## Zemljopis
Nalazi se na križištu državne ceste D33, županijskih cesta Ž6082, Ž6095 i nerazvrstanih cesta.

## Stanovništvo
U Siveriću je prema popisu stanovništva iz 2011. godine živjelo ukupno 499 stanovnika.
| broj stanovnika | 651   | 642   | 817   | 919   | 1156  | 1059  | 1043  | 1483  | 1514  | 1593  | 1627  | 1413  | 1145  | 992   | 620   | 499   | 426   |
|                 | 1857. | 1869. | 1880. | 1890. | 1900. | 1910. | 1921. | 1931. | 1948. | 1953. | 1961. | 1971. | 1981. | 1991. | 2001. | 2011. | 2021. |

## Povijest
Zbog povoljnog položaja i prirodnih pogodnosti za ljudski život Petrovo polje nastavano je još od pradavnih vremena. Nalaza ima od prapovijesti kroz sva kasnija razdoblja. 
Na području Petrova polja antički povijesni izvori i epigrafski spomenici zabilježili su nazive nekoliko naselja: Promona, Synodion (Sinodij) i Magnum Municipium. Kroz Petrovo polje prolazila je važna magistralna cesta rimske provincije Dalmacije, koja je bila najkraća i najfunkcionalnija veza Salone, administrativnog i kulturnog središta ove provincije, s Panonijom.
Hrvati su u 7. stoljeću naselili najprije plodnije i ocjeditije dijelove Petrova polja, a kasnije okolni krš. Početkom 9. stoljeća utemeljuje se prva hrvatska državna zajednica kojoj su na čelu stajali vladari iz narodnih dinastija. U njenom se sklopu od samog početka nalazi i područje Pertova, Kosova i Kninskog polja, koje je u 10. stoljeću, činilo jezgru Kninske županije – jedne od jedanaest hrvatskih upravnih teritorijalnih jedinica.
Srednjovjekovna plemićka obitelj Nelipići koja vuče podrijetlo od starog hrvatskog plemena Svačića (Snačića) držala je posjede u kninskoj i cetinskoj županiji. 
Razdoblje turske vladavine započinje 1522. godine kada su Osmanlije zauzeli Drniš i Petrovo polje. Siverić je tada pripao nahiji Petrovo polje. Tursko osvajanje drniške krajine donijelo je i u stanovništvu velike promjene. Kako predstavnicima osmanlijske vlasti nije bilo u interesu da plodno Petrovo polje te plodni dijelovi Promine, Miljevaca i Zagore ostanu prazni i neobrađeni, opustjelo područje sada je napučeno novim stanovnicima, koji su dobrim dijelom došli iz Hercegovine. 
Godine 1648. Mlečani su zauzeli drniško područje, ali je pri razgraničenju posjeda nakon Kandijskog rata (1645. – 1669.) to područje opet vraćeno bosanskom pašaluku i u njegovom sastavu je ostalo do 1683. kada su ga Osmanlije definitivno napustili. 
Posljednji put su Osmanlije pokušali zauzeti Drniš za sinjskog rata (1715. – 1718.) ali bez uspjeha. Mirom u Požarevcu 1718. g. nastupilo je mirno razdoblje u cijeloj Hrvatskoj, tako i Dalmaciji pa i u drniškoj krajini što se održalo sve do pada Venecije 1797. g., nakon čega započinje razdoblje austrijske vlasti.
Povijest Siverića najvećim dijelom je vezana za rudnik smeđeg ugljena s kopovima u samom Siveriću, zatim Petrovcu, Velušiću, Širitovcima i Kljacima. Organizirana eksploatacija ugljena  započela je1834. godine na dva mjesta – u Siveriću i Tepljuhu. To je poduzela jedna bečka tvrtka – Društvo akcionara za unapređenje iskopa kamenog ugljena u Dalmaciji i Istri. Rudnik je prosperirao, pa ga je 1873. kupilo talijansko dioničarsko društvo Società del Monte Promina iz Torina. Te 1873. godine u ugljenokopu u Siveriću bilo je zaposleno 260 radnika.
Siverić, zajedno s Labinom u Istri, postaje najznačajnijim jadranskim rudnikom ugljena u Austro-Ugarskoj Monarhiji. 
Uprava rudnika Monte Promina zatražila je 1873. godine da o svom trošku izgradi montanističku prugu Siverić – Šibenik, što bi omogućilo proširenje rudničkih pogona i olakšalo izvoz ugljena morskim putem. Pruga Split-Siverić s odvojkom Perković – Šibenik službeno je otvorena 1877. godine. Dionica Siverić-Knin otvorena je 1888., ali je tek 1925. došlo do spoja sa Zagrebom preko Gračaca.
U rudnicima Siverića i Velušića bilo je poslije 1900. godine zaposleno oko 800 radnika i tu se sve do izgradnje solinskog industrijskog bazena nalazila najjača koncentracija radništva u Dalmaciji. 
Poduzeće Monte Promina sagradilo je 1909. hidrocentralu na Roškom slapu rijeke Krke (jačine 660 HP) za elektrifikaciju ugljenokopa u Siveriću i Velušiću. 
Za vrijeme Prvoga svjetskog rata proizvodnja je padala od godine do godine, a dolazilo je i do obustava rada. Poslije rata proizvodnja nije dosegla predratnu razinu. Ugljen se u Primorskoj banovini trošio tek u neznatnom dijelu, a u većem dijelu se izvozio u ugljenom siromašnu Italiju. 
U Kraljevini SHS rudnici ugljena bili su u rukama stranog kapitala. Kad je siverićki ugljen zbog načina transporta postao i suviše skup za Italiju, poduzeće Monte Promina je 1932. godine prodalo znatan dio akcija francuskom društvu Società Commercio Carboni M. Promina i Diskontnoj banci u Zagrebu.
Glavni potrošači siverićkog ugljena u navedenom razdoblju bili su splitski i šibenski industrijski bazeni te željeznica. Premda je potražnja rastuće primorske industrije i gradskih aglomeracija postajala sve veća, ipak je proizvodnja u Siveriću i okolnim kopovima stagnirala, jer su ležišta stoljetnom eksploatacijom gotovo iscrpljena. Rudnik smeđeg ugljena u Siveriću zatvoren je 1971. godine.
Crkva u Siveriću postojala je još u vrijeme osmanske vladavine. Kapela sv. Petra spominje se u Siveriću 1738. godine. Današnja župska crkva sv. Petra Apostola proširena je 1852. godine, a 1875. je sagrađen zvonik.
Školske 1875./76. godine otvorena je pučka škola u Siveriću. Šezdesetih godina 20. stoljeća povećao se broj učenika pa su prosvjetne vlasti donijele odluku da se u Siveriću 1961. sagradi nova škola koju su pohađala djeca iz Siverića i okolnih sela.
Za vrijeme velikosrpske agresije i obrambenog Domovinskog rata (1991. – 1995.) najteže je stradala crkva sv. Petra čiji je zvonik među prvima porušen. Razrušeni su zgrada osnovne škole, zatim sportska dvorana, nastavnička zgrada, dječji vrtić, zgrada ambulante, prostorije nogometnog kluba Rudar. Porušeno je ili spaljeno oko 110 privatnih kuća.

## Gospodarstvo
Gospodarsku osnovu čine poljodjelstvo, vinogradarstvo, stočarstvo, trgovina, ugostiteljstvo i obrt.

## Poznate osobe
U Siveriću je 1888. rođen hrvatski skladatelj Krsto Odak. Školovao se u Sinju, Šibeniku i Makarskoj, a 1911. otišao je na studij teologije u München. Na Majstorskoj školi Praškog konzervatorija 1922. stekao je diplomu skladatelja. Od 1922. – 61. bio je profesor na Glazbenoj akademiji u Zagrebu. Umro je u Zagrebu 1965. godine. Odakova umjetnička ostavština ima više od 80 numeriranih i nekoliko nenumeriranih opusa. U svim glazbenim vrstama kojih se dotaknuo, Odak je stvorio vrijedna umjetnička djela koja su obogatila hrvatsku glazbenu kulturu. Vrhunac Odakova stvaralaštva uz Prvu passacagliu za gudački orkestar (1938.) predstavljaju Treći gudački kvartet (1935.) i Treća simfonija 1961.). Među Odakovim glazbeno-scenskim djelima najoriginalnija je opera "Dorica pleše" (1933.).
Iz Siverića je jedan od najcitiranijih hrvatskih internetskih kolumnista Mile Prpa, kao i poznati svećenik i politički zatvorenik fra Julijan Ramljak te hrvatski novinar Miroslav Lilić.
Druge poznate osobe iz Siverića uključuju glazbenika, skladatelja, tekstopisca, aranžera, gitarista i rock pjevača Dadu Topića te bivšeg profesora i dekana, profesora emeritusa Agronomskog fakulteta u Zagrebu dr. sc. Franu Tomića.

## Šport
Počeci nogometa u Siveriću sežu u 1925. godinu. Od te godine pa do 1932. nogomet se igrao na improviziranim terenima. Godine 1932. registriran je prvi nogometni klub u Siveriću pod nazivom Sretno. Prva službena utakmica odigrana je s nogometnim klubom DOŠK iz Drniša. Klub je pod tim nazivom nastupao kratko jer mu je iste godine zabranjeno djelovanje. Sljedeće, 1934., godine klub je ponovno registriran ali pod nazivom Briket. Klub je ubrzo došao u nemilost tadašnjeg režima, pa mu je zabranjen rad. Godine 1938. osnovan je klub pod imenom Rudar. To ime zadržao je do danas. Za vrijeme Drugog svjetskog rata nije djelovao. Po završetku rata, od 1947. do 1950. g., u središtu Siverića izgrađeni su igralište i klupske prostorije. Do 1953. klub se natjecao u splitskom nogometnom savezu, a od te godine u jedinstvenoj dalmatinskoj ligi. Nogometni klub Rudar tada je bio među pet najboljih klubova u Dalmaciji.	Od 1965. godine Rudar se natjecao u šibenskom nogometnom savezu. U tom savezu šest puta za redom osvojio je prvo mjesto. Od 1981. do početka Domovinskog rata (1991.) klub se natjecao u Dalmatinskoj ligi – Sjever, Zadar – Šibenik. 
U sezoni 1990./91. u kojoj se natjecalo 16 klubova, Rudar je osvojio četvrto mjesto. Nogometni klub Rudar dva puta je gostovao u inozemstvu. Na poziv kluba Croatia iz Gagenaua (Njemačka) u kojem su igrali naši radnici na radu u Njemačkoj, Rudar je 1981. i 1983. godine sudjelovao na nogometnom turniru u tom gradu. 
Godine 1984. izgrađeno je igralište za male sportove te obnovljeno veliko nogometno igralište. Od 1987. do 1989. prošireni su upravni prostor i svlačionica, a 1990. otvoren je interni restoran.
U vrijeme Domovinskog rata klub nije djelovao jer su gotovo svi žitelji Siverića bili u progonstvu. Poslije oslobođenja 1995. godine započelo se s obnovom klupskih prostorija i stvaranjem organizacijskih uvjeta za redovan rad kluba.